# أحمد الوافي
أحمد الوافي ولد في 1850 م في تونس وتوفي سنة 1921، مطرب ومغني ومؤلف للمالوف التونسي ذي الأصل الأندلسي.

## سيرته
شخصية موسيقية وأدبية معروفة شغلت بعلمها وأدبها وفنها الربع الأخير من القرن 19 وبداية القرن 20.
هو أحمد بن حميدة الوافي، سليل عائلة عربية أندلسية هاجرت إلى تونس في عهد عثمان داي 1613م حينما أجلى ملك إسبانيا فيليب الثالث بقية الموريسكيين من الأندلس.
ولد أحمد الوافي سنة 1850م في تونس العاصمة بالمدينة العتيقة وبالتحديد في حي عاشور بزنقة الوافي التي سميت باسمهم فيما بعد. ففتح عينه في عائلة علمية صوفية إذ كان والده يعمل في جامع الزيتونة المعمور برتبة «باش برداجي» وهي أعلى خطة فنية في التلاحين الدينية والمدائح. وكانت أمه وأختاه يجدان حفظ المالوف بشكل جيد. فنشأ أحمد في معركة حامية الوطيس بين الملحون المغنى والموشح والزجل الموجودين في النوبة الأندلسية والقصيدة الفصحى التي هي العمود الفقري للفن الموسيقي العربي.
حفظ القرآن الكريم وحفظ تلاحين البردة والهمزية وغيرها من التلاحين القديمة التي يحفظها الأطفال انذاك. كما كان يرافق والده إلى جامع الزيتونة المعروف كمنارة دينية علمية في شمال أفريقية فيشاركه المدائح. إلى ان كبر وصار طالبا في نفس الجامع فتابع دروسه إلى ان تخرج في اللغة والأدب والعلوم الإسلامية.
كما تعلم اصول الموسيقى على الطريقة الأوروبية من أستاذه «ساقسلي» رئيس طاقم الموسيقى النحاسية العصرية بالجيش.
ثم إن وجوده بجانب الحارة اليهودية جعله على صلة مع الفن الشعبي اليهودي التونسي. اهتم كذلك بالموسيقى الزنجية وطالع العديد من الكتب الموسيقية المعروفة حتى تكوّن عنده زاد معرفي محترم في مجال الموسيقى وصار يعرف كل الشخصيات الموسيقية القديمة.
ثم اتصل بالـ«البارون ديرلونجي» من 1914م إلى 1921م لمده بالمساعدة في خصوص الموسيقى العربية.
فجلب له البارون أخصائيين في الفن العربي من الأوروبيين ليتوصل إلى إعادة الهيكل العظمي من هذه الموسيقى وخدمتها بكل حب واعتزاز. فأصبح أبرز رواة المالوف وعازفا بارعا على آلة «فحل» (مثل آلة الكولة) وملحنا لأجمل القصائد والموشحات الأندلسية القديمة.